# Husaria Szczecin
Gli Husaria Szczecin sono stati una squadra di football americano di Stettino, in Polonia. Fondati nel 2005 come Zachodniopomorska Husaria, giocano in Topliga, il massimo campionato polacco. Hanno vinto due titoli di secondo livello e altrettanti del campionato a 8 giocatori.
Nel 2018 si sono fusi con i Cougars Szczecin per formare l'Armada Szczecin.

## Dettaglio stagioni

### Tornei nazionali

#### PLFA/PLFA I (primo livello)/Topliga
| Stagione | regular season | regular season | regular season | regular season | regular season | regular season | playoff | playoff | playoff | playoff | playoff | playoff                 | playoff         |
|          | Vin            | Par            | Per            | Tot            | PF             | PS             | Vin     | Per     | Tot     | PF      | PS      | risultato               | avversaria      |
| -------- | -------------- | -------------- | -------------- | -------------- | -------------- | -------------- | ------- | ------- | ------- | ------- | ------- | ----------------------- | --------------- |
| 2007     | 2              | 0              | 4              | 6              | 80             | 105            | -       | -       | -       | -       | -       | -                       | -               |
| 2008     | 4              | 0              | 3              | 7              | 116            | 132            | -       | -       | -       | -       | -       | -                       | -               |
| 2009     | 3              | 0              | 4              | 7              | 114            | 142            | -       | -       | -       | -       | -       | -                       | -               |
| 2015     | 4              | 0              | 6              | 10             | 228            | 277            | -       | -       | -       | -       | -       | -                       | -               |
| 2016     | 2              | 0              | 4              | 8              | 66             | 202            | 1       | 1       | 2       | 54      | 74      | Secondo turno wild card | Warsaw Eagles   |
| 2017     | 1              | 0              | 5              | 6              | 29             | 209            | 0       | 1       | 1       | 19      | 35      | Wild Card               | Seahawks Gdynia |
| 2018     | 1              | 0              | 5              | 6              | 53             | 111            | 1       | 1       | 2       | 38      | 42      | Semifinale              | Warsaw Eagles   |
| Totale   | 17             | 0              | 31             | 48             | 686            | 1178           | 2       | 3       | 5       | 111     | 151     |                         |                 |

Fonti: Enciclopedia del Football - A cura di Roberto Mezzetti

#### PLFA II (secondo livello)/PLFA I (secondo livello)
| Stagione | regular season | regular season | regular season | regular season | regular season | regular season | playoff | playoff | playoff | playoff | playoff | playoff   | playoff              |
|          | Vin            | Par            | Per            | Tot            | PF             | PS             | Vin     | Per     | Tot     | PF      | PS      | risultato | avversaria           |
| -------- | -------------- | -------------- | -------------- | -------------- | -------------- | -------------- | ------- | ------- | ------- | ------- | ------- | --------- | -------------------- |
| 2011     | 4              | 0              | 2              | 6              | 156            | 86             | 0       | 1       | 1       | 0       | 26      | Wild Card | Kraków Knights       |
| 2012     | 2              | 0              | 4              | 6              | 95             | 107            | -       | -       | -       | -       | -       | -         | -                    |
| 2013     | 6              | 0              | 0              | 6              | 123            | 44             | 2       | 0       | 2       | 64      | 33      | Campioni  | Lowlanders Białystok |
| 2014     | 8              | 0              | 0              | 8              | 332            | 97             | 2       | 0       | 2       | 73      | 34      | Campioni  | Lowlanders Białystok |
| Totale   | 20             | 0              | 6              | 26             | 706            | 334            | 4       | 1       | 5       | 137     | 93      |           |                      |

Fonti: Enciclopedia del Football - A cura di Roberto Mezzetti

#### PLFA8
| Stagione | regular season | regular season | regular season | regular season | regular season | regular season | playoff | playoff | playoff | playoff | playoff | playoff      | playoff           |
|          | Vin            | Par            | Per            | Tot            | PF             | PS             | Vin     | Per     | Tot     | PF      | PS      | risultato    | avversaria        |
| -------- | -------------- | -------------- | -------------- | -------------- | -------------- | -------------- | ------- | ------- | ------- | ------- | ------- | ------------ | ----------------- |
| 2015     | 2              | 1              | 1              | 4              | 92             | 87             | 0       | 2       | 2       | 20      | 58      | Playoff      | Mustangs Płock    |
| 2016     | 4              | 0              | 0              | 4              | 144            | 18             | 1       | 3       | 4       | 42      | 66      | Quarto posto | Bielawa Owls      |
| 2017     | 3              | 0              | 1              | 4              | 90             | 26             | 4       | 0       | 4       | 77      | 12      | Campioni     | [ 3 ]             |
| 2018     | 2              | 0              | 2              | 4              | 123            | 43             | 2       | 0       | 2       | 26      | 9       | Campioni     | Bydgoszcz Archers |
| Totale   | 11             | 1              | 4              | 16             | 449            | 174            | 7       | 5       | 12      | 165     | 145     |              |                   |

Fonti: Enciclopedia del Football - A cura di Roberto Mezzetti

### Riepilogo fasi finali disputate
| Anno            | Luogo     | Evento  | Fase del torneo         | Incontro                               | Risultato |
| 18 giugno 2016  | Varsavia  | Topliga | Secondo turno wild card | Warsaw Eagles - Husaria Szczecin       | 42 - 0    |
| 27 maggio 2017  | Gdynia    | Topliga | Wild card               | Seahawks Gdynia - Husaria Szczecin     | 35 - 19   |
| 30 giugno 2018  | Varsavia  | Topliga | Semifinale              | Warsaw Eagles - Husaria Szczecin       | 36 - 0    |
| 27 ottobre 2018 | Bydgoszcz | PLFA8   | Finale                  | Bydgoszcz Archers - Husaria Szczecin B | 3 - 7     |

## Palmarès
- 2 PLFA I (2013, 2014)
- 1 PLFA8 (2017, 2018)